# 莱姆病
萊姆病（英語：Lyme disease）或萊姆疏螺旋體病是一種由伯氏疏螺旋體屬生物引起的細菌性傳染病。最常見的症狀是皮膚會出現不會癢也不會痛的紅斑，稱為游走性紅斑，通常發生於被蜱叮咬後一周。
大約有25%的人不會生紅斑，其他常見症狀包含發燒、頭痛和疲倦。如果未治療，可能會演變為臉部單側或雙側麻痺、關節炎、嚴重頭痛合併頸部僵硬、心悸等等。感染後一個月至數年間，關節痛和腫脹的症狀可能一再復發。有時患者四肢會發麻或有刺痛感。大約10至20%的人即使經過妥善治療仍會在接下来的六个月中有關節痛、記憶障礙，以及精神不濟的症狀。
萊姆病為人畜共通傳染病，其儲備宿主為老鼠，並會以真蜱科硬蜱屬的生物為媒介傳染給人類。通常真蜱動物必須要吸附36~48小時病原體才會轉移。萊姆病的病原體隨地區不同而有所差異，如北美洲的唯一病原體為伯氏疏螺旋體，歐洲和亞洲有另外數種同屬細菌也會參與傳染（Borrelia afzelii及Borrelia garinii）。萊姆病無法人傳人、人類傳染其他動物，或經由食物感染。診斷方式包含檢視症狀、風險暴露史，或血液抗體檢測，但感染初期抗體常呈陰性。對於叮咬個體的蜱做病原測試是沒有意義的，因為即使蜱叮咬個體之後也不一定會傳染，且通常症狀會在病原檢測出來之前顯現，等待結果反而錯過治療時機。
預防方法包括穿著長褲與使用DEET等驅蟲劑以避免蜱叮咬 ，使用殺蟲劑來減少蜱蟲數量也不失為一個好方法 。若發現從身上抓到的蜱蟲體內充滿血液，則會建議使用抗生素且在這樣的情況下，通常推薦使用一劑的四環黴素來治療病患，一般常見的鑷子也可作為夾除蜱蟲的好工具。若已經引發感染症狀，有數種抗生素可在這個階段發揮作用；包括四環黴素、安莫西林以及頭孢呋辛 。療程大約需要兩至三個禮拜。某些病患在過程中可能會有發燒、肌肉或關節痛，這個情況大概會持續一至兩天。在那些已患有持續症狀的患者中，長時間的抗生素治療目前沒有發現對改善病徵有任何幫助。
萊姆病是蜱蟲在北半球散佈最廣的疾病。根據推估，在美國每年有近300,000人罹病，而在歐洲則有近65,000人（其中瑞士每年约1万人）發病。感染季節通常集中於春天及初夏，萊姆病於1975年第一次於美國康乃狄克州的舊萊姆鎮被發現而得名。 1981年，萊姆病病原體首次為美國國家衛生總局的瑞士籍醫學家威利·伯格多費所描述。 病人會有慢性症狀，被稱為治療後萊姆病症候群（post-treatment Lyme disease syndrome），也常被稱為慢性萊姆病。 有些醫療人員認為慢性萊姆病是持續性感染所造成；然而，這項觀點並未被認可。由於過去的萊姆病疫苗已失去效用， 現在已開始在進行新疫苗的研發。
中國報告該病的主要傳染源和宿主的鼠類有黑线姬鼠、大林姬鼠、黄鼠、褐家鼠和白足鼠等；此外還發現30多種野生動物(鼠、鹿、兔、狐、狼等)、40多種鳥類及多種家畜(狗、牛、馬等) 可作為本病的宿主。傳播媒介蜱的種類因地區而異，中國北方林區主要是全沟硬蜱, 南方林區主要是粒形硬蜱和二棘血蜱。致病螺旋體主要在蜱的中腸發育。蜱叮咬宿主時，病原體可通過帶菌的腸內容物反流、唾液或糞便而傳播。除蜱外，本病也可由其他節肢動物或昆蟲，如蚊、馬蠅和鹿蝇等傳播。人群普遍易感，尤其是疫區室外作業人員，如林區、野外作業人員，如伐木工人、森林警察或护林员、動物養殖場（養蜂、養鹿等）職工、動植物考察人員、地質勘探人員、軍事人員等發病率高。東北和內蒙古林區是中國主要的萊姆病高發區。全年均可發病，以4月～8月最為多見。潛伏期一般在感染致病螺旋體3d～32d，多數為7d～9d發病。

## 病因
由蜱传播的Burgdorferi疏螺旋体为病原体。

## 病理

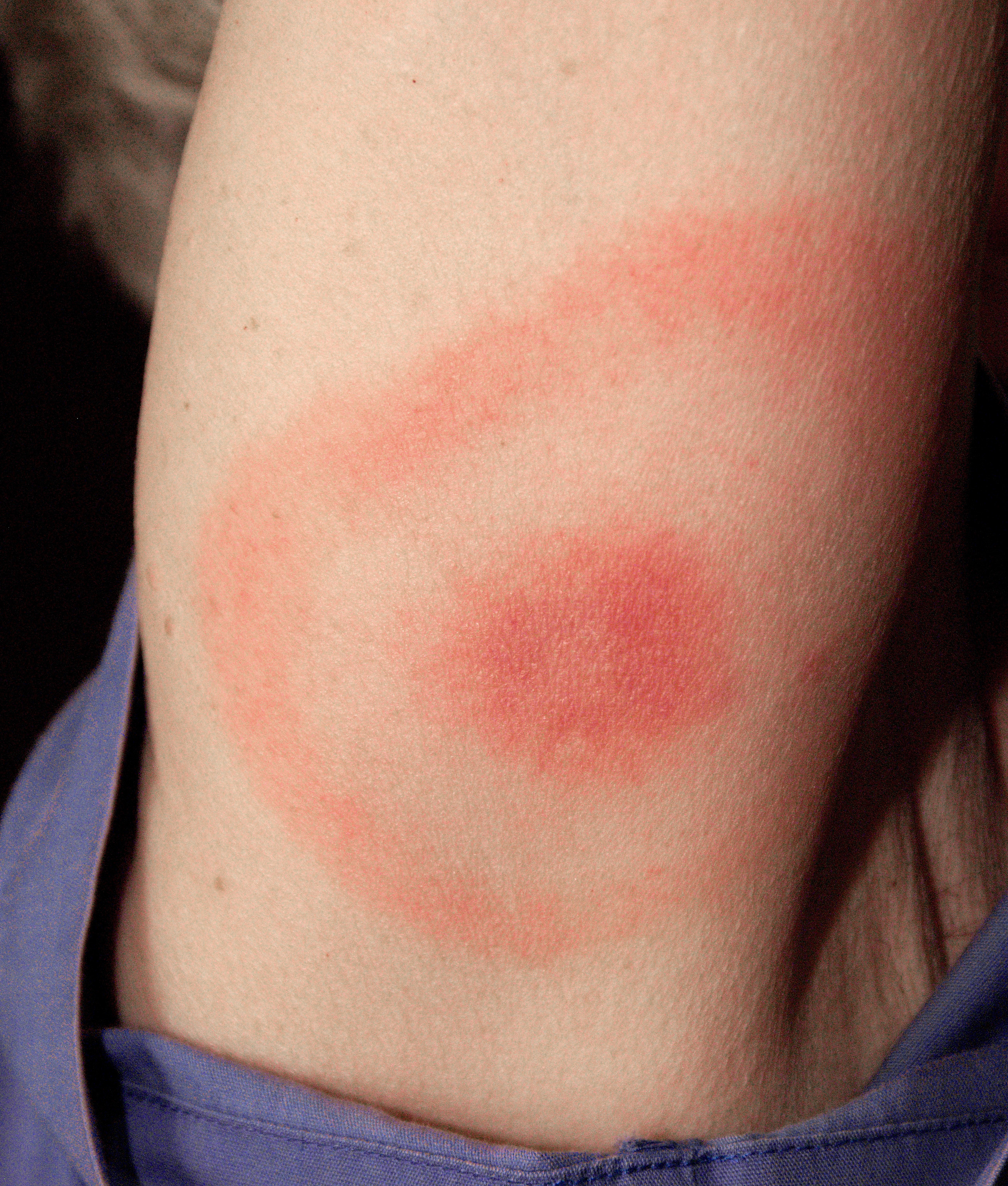
這種典型的牛眼皮疹也被称为红斑斑疹（erythema migrans）。不過莱姆病引起的皮疹也可能有其他的形狀，莱姆病患者中，有25%沒有皮疹

1. 红斑表玻全层血管周围和间质中有淋巴细胞、浆细胞或嗜酸性白细胞浸润，表皮及真皮乳头水肿。
2. 关节受累时的滑膜改变与类风湿性关节炎相似。

## 病徵
- 皮肤病变：常为首发症状，特征性表现为慢性游走性红斑，初起为红色斑疹或丘疹，逐渐扩大成环殂损害。一般出现在蜱叮咬后3—32天，好发于躯干、大腿、腹股沟、腋下等处。
- 神经系统病变：约见于15%的患者，与皮疹同时或消退后1—6周出现。表现为脑膜炎、脑神经炎、舞蹈症、小脑共济失调，出现脑膜刺激征、昏迷、面瘫或三叉神经痛等。
- 心脏病变：见于8%左右的患者，常于皮损出现3周后发生房室传导阻滞、心肌炎、心包炎或全心炎等。
- 关节病变：约见于60%的患者，多累及大关节，尤其是膝关节，反复发作肿胀、疼痛，10%的患者可转变为慢性关节炎。
- 其他症狀：发热、乏力、肌痛、恶心、呕吐、结膜炎、虹膜炎、淋巴结及陰莖腫大等。

## 诊断

### 实验室检查
1. 血常规：白细胞总数正常，中性粒细胞可稍增多。
2. 血沉增快类风湿因子阴性。循环免疫复合阳性。
3. 抗burgdorfer疏螺旋体抗体滴度≥1:256。

### 经线检查
可见受累关节周围软组织肿胀影，少数患者有软骨和骨侵蚀表现。

### 分期
临床表现：
1. ) 游走性红斑或叮咬部位红斑、丘疹、中心部位水疱或坏死。
2. ) 发热、头痛、咽痛、肌肉痛等类似感冒样症状。
3. ) 中枢或周围神经系统损害，如脑膜炎、颅神经炎、脊神经根炎、脑脊髓炎；和（或）房室传导阻滞、心肌炎、心包炎等心脏损害。
4. ) 骨关节损害，如关节炎；和（或）皮肤出现硬化和慢性萎缩性肢端皮炎。

实验室检查结果：
1. ) 血清或体液（脑脊液、关节液、尿液）中检测到高滴度伯氏疏螺旋体特异性抗体IgM和（或）IgG。
2. ）双份血清伯氏疏螺旋体特异性抗体IgM和（或）IgG滴度2倍及以上增高。
3. ) 受损组织切片或血液、体液涂片中的伯氏疏螺旋体直接检测阳性。
4. ) 组织或体液中伯氏疏螺旋体PCR检查DNA阳性。

莱姆病的病程分期：
- 壹期（局部皮肤损害期）：感染伯氏疏螺旋体3d～14 d左右出现 左右出现 1.）或 2.）中任一临床表现，同时符合实验室检查中至少一项。
- 贰期（播散感染期）：感染伯氏疏螺旋体数周或月出现3.）临床表现，同时符合实验室检查中至少一项。
- 叁期（持续感染期）：感染伯氏疏螺旋体数月或2年出现4.）临床表现或 3.）临床表现，同时符合实验室检查中至少一项。

## 治疗
慢性游走性红斑期：成年人可选用多西环素100mg每日2次，疗程10日，儿童与孕妇禁用。阿莫西林500mg，每日4次，疗程10日。头孢呋辛500mg，每日4次，疗程同上，克拉霉素或阿奇霉素亦可酌情选用。
病原治疗：早期及时给予口服敏感抗生素治疗，既可使典型的游走性红斑迅速消失，也可以防止后期的主要并发症（脑膜炎或复发性关节炎）出现。对伯氏疏螺旋体敏感的抗生素有四环素、氨苄西林、头孢曲松、亚胺培南、青霉素G等。壹期常选用多西环素或红霉素口服；贰期可静脉应用青霉素G；叁期:有严重神经、心脏或关节损害者，可静脉应用青霉素G或头孢曲松。:A.6.2

## 外部連結
- 萊姆病症：一種經由壁蝨蜱咬傷感染，卻被醫師誤會心理問題的狡猾疾病 （页面存档备份，存于）